# Toxicogenomica
De toxicogenomica is een wetenschappelijk vakgebied dat zich toelegt op de studie van de interactie van genen en proteïnen met toxische verbindingen. Hiermee vormt het een vakgebied dat overlapt met de genetica, de toxicologie, de proteomica en de metabolomica.
De toxicogenomica poogt om moleculaire mechanismen aan het licht te brengen die instaan voor toxiciteit van bepaalde verbindingen en deze te linken aan de expressie dan wel onderdrukking van bepaalde genen. Op die manier kunnen genetische wijzigingen door toedoen van toxische stoffen voorspeld en indien nodig vermeden worden. Toxicogenomica is een discipline die is ontstaan uit het ontcijferen van het menselijk genoom en die, zonder op proefdieren een beroep te moeten doen, van belang is voor het ontwikkelen van het biomedisch onderzoek, alsook voor het nagaan van de toxiciteit van producten. Ook de farmaceutische sector is hiermee gemoeid: zij staan immers in voor het onderzoek naar en de ontwikkeling van geneesmiddelen die oplossingen kunnen bieden voor de problemen die toxische verbindingen met zich meebrengen.
De complexiteit aan verzamelde gegevens omtrent het onderzoek naar toxiciteit en genetica vraagt om een zeer gestructureerd, krachtig en efficiënt classificatiesysteem. De analyse en de classificatie van deze gegevens gebeurt voornamelijk met behulp van de bio-informatica en de statistiek.